# Countrymusik
Countrymusik, country and western, country, är en samlingsterm för flera musikgenrer med ursprung i folkmusiken i Sydstaterna i USA och i Appalacherna, samt i brittisk och irländsk spelmanskultur, liksom i spiritual och blues. 
Den moderna countrymusiken har från mitten av 1900-talet närmat sig pop- och rockmusiken, främst genom användandet av trummor, samt kompletteringen av elgitarr till den akustiska gitarren. Termen country & western blev vanlig under 1940-talet, och började då ersätta den tidigare termen Hillbillymusik. Termen countrymusik blev allmänt erkänd under 1960-talets senare del. Termen country and western har sedan dess blivit allt mindre vanlig, även om den fortfarande ofta används i Storbritannien.
I sydvästra USA skapades, genom en blandning av olika etniska gruppers musik, den westernmusik vars namn finns i benämningen country and western.
2006 upplevde försäljningen av countrymusik i USA ett av sina bästa år, då försäljningen av countryalbum ökade kraftigt under årets första månader.
I dag är Nashville den ort som främst förknippas med genren, till stor del som en följd av radioprogrammet Grand Ole Opry som sänds från staden sedan 1925, och kring vilket en stor del av stadens countrymusik-industri vuxit upp. 

## Ursprung och utveckling

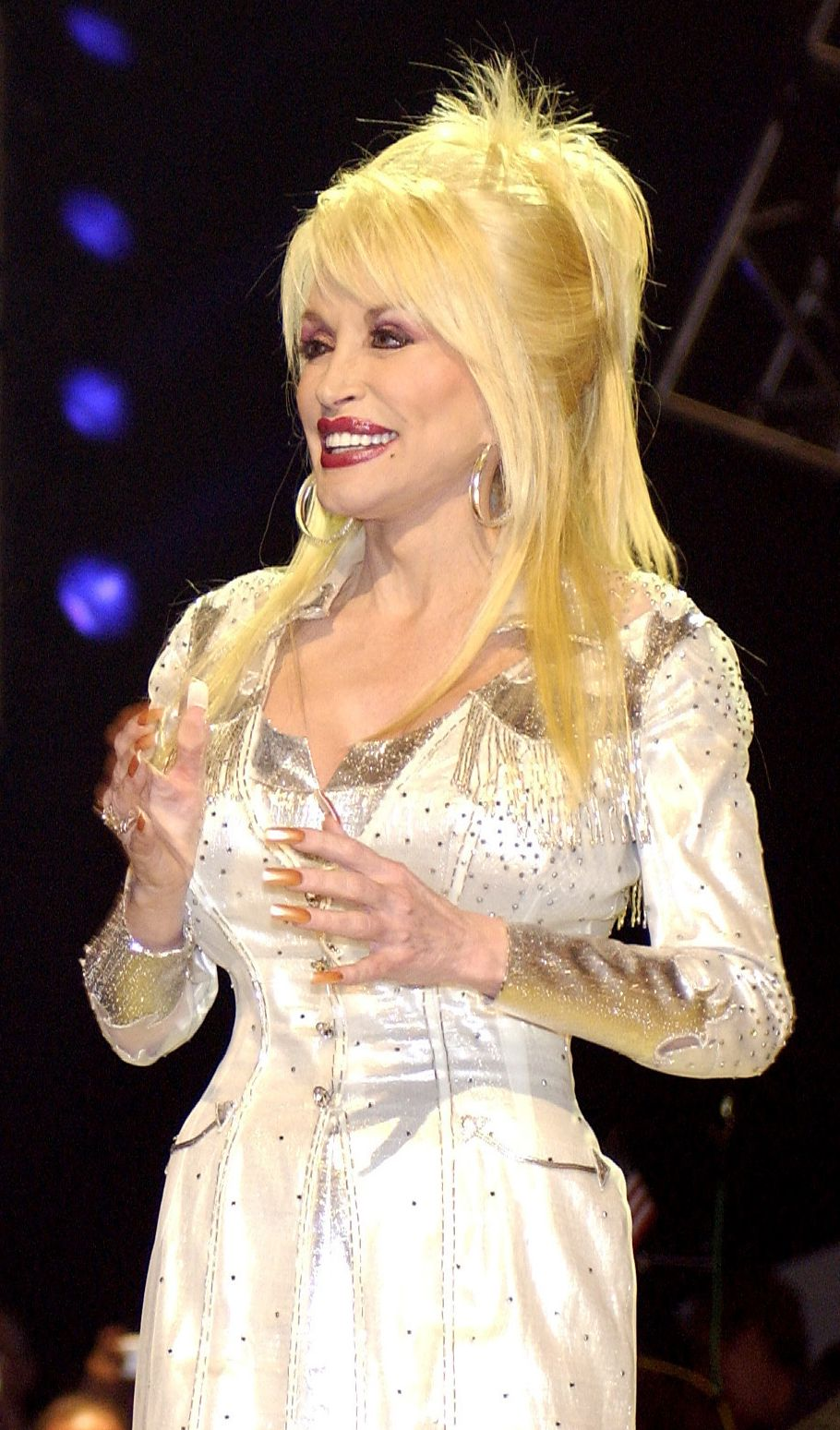
Dolly Parton i Tennessee, april 2005.

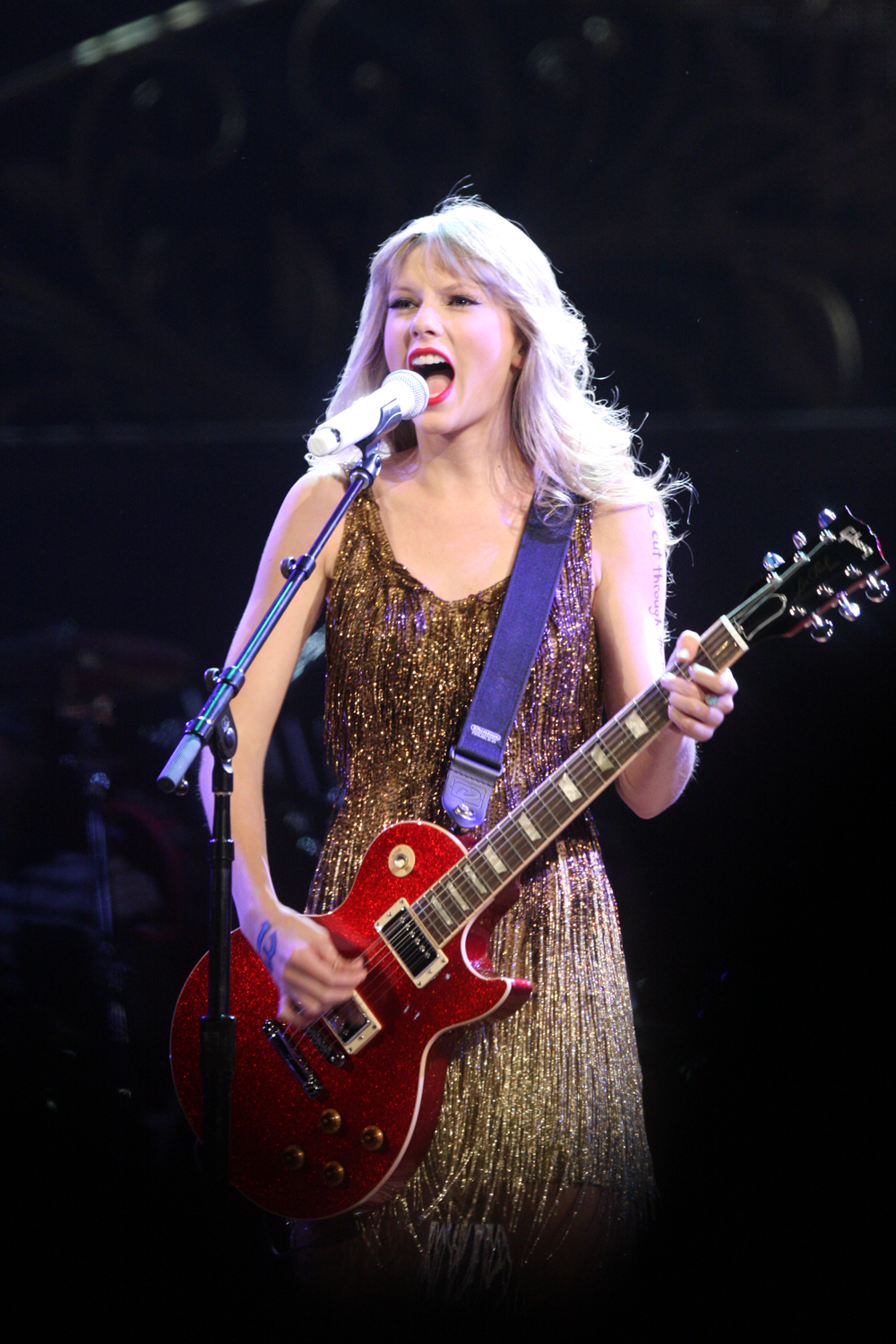
Taylor Swift under Speak Now World Tour i Sydney, mars 2012.

Countrymusiken är en blandning av olika former av populärmusik från södra USA. Den utvecklades snabbt i början av 1920-talet, och har rötterna i traditionell och keltisk folkmusik, blues, gospel och "Old-time". Termen country & western började användas i början av 1940-talet, och  under slutet av 1960-talet blev country(musik) ett accepterat uttryck. Countrymusiken är en mångsidig stil som omfattar ett antal olika genrer av musik, bland andra Nashville-soundet, bluegrass, western, cajun, zydeco, honky tonk, rockabilly etc. Varje stil är unik i sin utformning, rytm och ackordstruktur.
Vernon Dalhart blev i maj 1924 den förste countrysångaren i USA som fick en landsomfattande framgång med en sång, och sången hette "The Wreck of Old '97". Andra tidiga inspelade artister var Gene Autry, Fiddlin' John Carson, Charlie Poole och Carter Family.
Den moderna countrymusikens ursprung kan spåras till två händelser och ett uppseendeväckande sammanträffande. Många anser att Jimmie Rodgers och the Carter Family är grundarna av countrymusiken, och deras sånger var först förevigade under en historisk inspelning i Bristol, Tennessee i USA den 1 augusti 1927. Det går att kategorisera många countryartister antingen till Jimmie Rodgers-facket eller Carter Family-facket inom countrymusiken.

### The Carter Familys bidrag
The Carter Family bestod av A.P. Carter, hans fru Sara och deras svägerska Maybelle. Deras musik med mountain gospels, ballader och traditionella låtar, kännetecknade av gruppens stämsång samt Maybelle Carters karakteristiska och innovativa gitarrspel, har haft ett stort inflytande på senare bluegrass-, country-, pop- och rockmusiker, och den amerikanska folkmusikrörelsen under 1960-talet. De var föregångare till en rad av begåvade kvinnliga contrysångare som Kitty Wells, Patsy Cline, Loretta Lynn, Skeeter Davis, Tammy Wynette, Crystal Gayle, Dolly Parton, Barbara Mandrell och June Carter Cash, dotter till Maybelle och hustru till Johnny Cash. Framför allt Dolly Parton har i texterna även tagit upp berättelser om livet under hennes barndom och ungdom i Tennessee och minnen därifrån, med låtar som "Coat of Many Colors", "My Tennessee Mountain Home", "Apple Jack" och "Tennessee Homesick Blues".

### Jimmie Rodgers bidrag

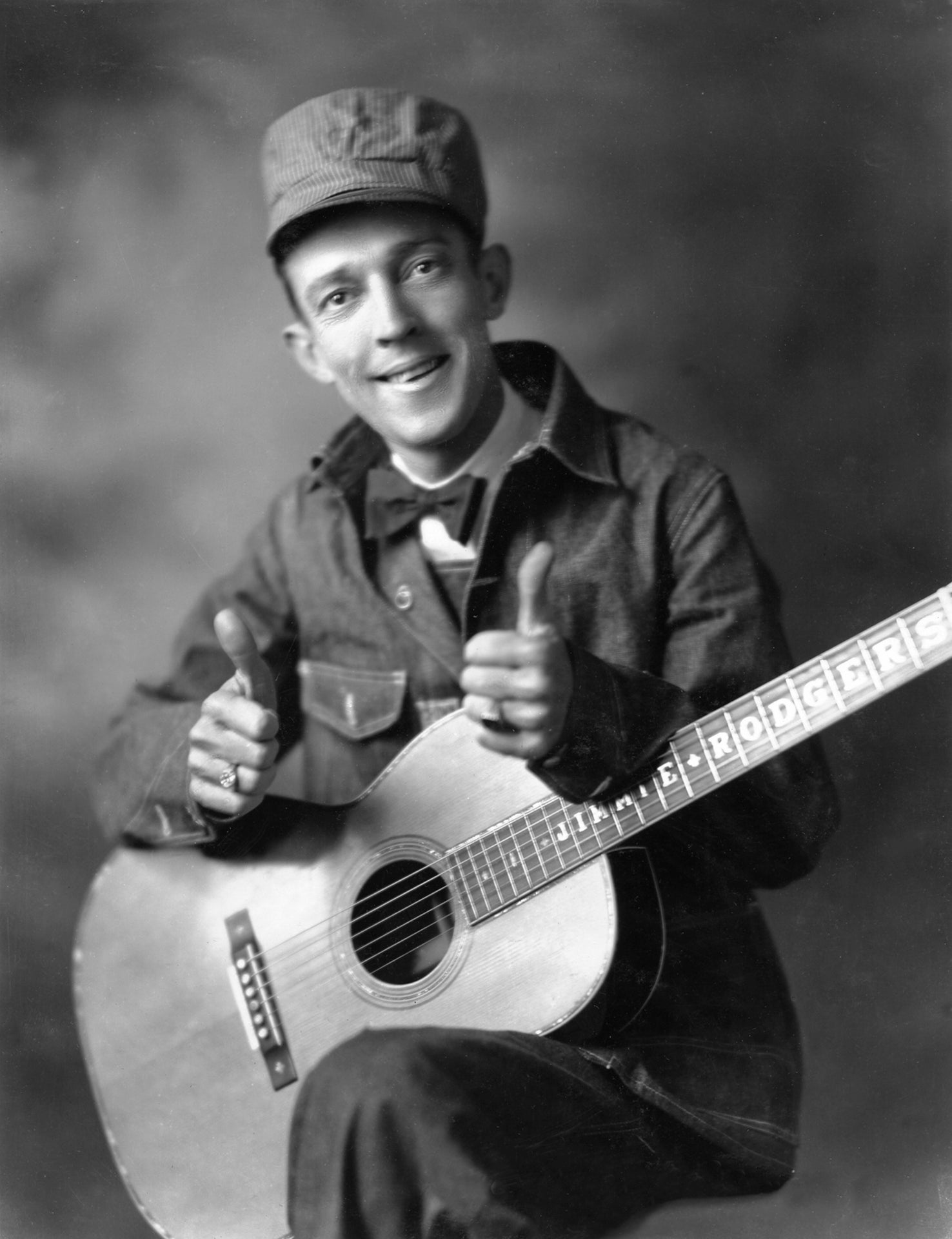
Jimmie Rodgers (1931)

Jimmie Rodgers bidrag till countrymusiken var country-folk. Uppbyggt på traditionella ballader och musikaliska influenser från sydstaterna, skrev och sjöng Rodgers sånger som vanliga människor kunde relatera till. Han baserade sina texter på egna livserfarenheter och människor han mött och använde traditionell folk för att skapa musiken till sina texter. Humor, kvinnor, whiskey, mord, döden, sjukdom är alla ämnen som finns med i hans texter och dessa teman har sedan blivit använda och utvecklade av hans anhängare. Hank Williams, Don Gibson, Johnny Cash, Merle Haggard, Waylon Jennings, George Jones, Charlie Rich, Kris Kristofferson, Ray Price, Mac Davis, Billy Swan, Willie Nelson, Ronnie Milsap, Kenny Rogers, Oakridge Boys, Alabama, Bertie Higgins och Townes Van Zandt är countryartister som lidit och delat med sig av detta. Jimmy Rogers sjöng om liv och död ur ett manligt perspektiv.

### Hank Williams bidrag

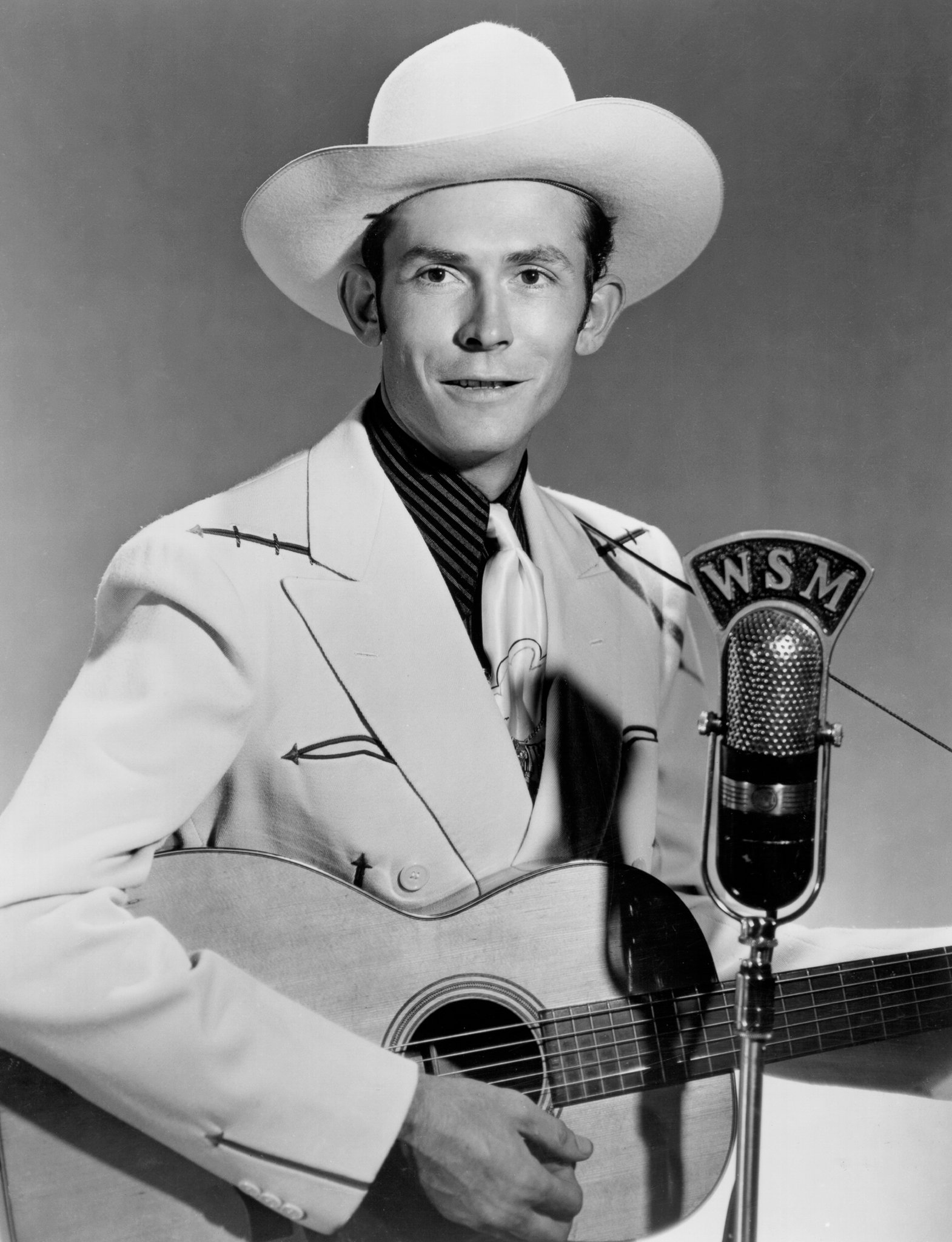
Hank Williams (1948)

Jimmie Rodgers lade viktiga grundstenar till countrymusikens struktur, men den mest inflytelserika artisten efter honom  är säkerligen Hank Williams Senior. Under sin korta karriär dominerade han countryscenen och hans låtar har spelats in av ett stort antal countryartister runtom i världen.